# Troya
Genre
Synonymes
- Peladoius Roewer, 1914
- Prostygnellus Roewer, 1914
- Minyssus Roewer, 1943

Troya est un genre d'opilions laniatores de la famille des Nomoclastidae.

## Distribution
Les espèces de ce genre sont endémiques d'Équateur.

## Liste des espèces
Selon World Catalogue of Opiliones (17/04/2024) :
- Troya isabellina (Roewer, 1943)
- Troya pustulata (Roewer, 1915)
- Troya riveti Roewer, 1914

## Publication originale
- Roewer, 1914 : « Arachnida Opiliones. » Mission du Service Géographique de l'armée pour la mesure d'un Arc de Méridien Équatorial en Amérique du Sud, Gauthier-Villars et Cie, Paris, vol. 10, no 2, p. 121–141 (texte intégral).